# Флаг Шахт
Флаг муниципального образования «Город Ша́хты» Ростовской области Российской Федерации — опознавательно-правовой знак, служащий, наряду с гербом, официальным символом муниципального образования.
Ныне действующий флаг утверждён 29 февраля 2012 года и 2 июля 2012 года внесён в Государственный геральдический регистр Российской Федерации с присвоением регистрационного номера 7769.
Флаг, как символ города, составляет особую гордость жителей города Шахты, является формой самовыражения местного сообщества, преемственности социально-экономического развития муниципального образования, а также сложившихся отношений, отражающих исторические, национальные, культурные и иные местные традиции и особенности.
Жители и гости города Шахты, структуры органов государственной власти различных уровней, органы местного самоуправления, предприятия, учреждения и организации, расположение на территории муниципального образования, обязаны уважительно относиться к флагу города Шахты.

## Описание
«Прямоугольное полотнище жёлтого цвета с отношением ширины к длине 2:3, воспроизводящее композицию герба муниципального образования „Город Шахты“ красным, голубым, чёрным и жёлтым цветами».
Геральдическое описание герба гласит: «В золотом поле под волнистой главой того же металла, тонко окаймлённой лазурью и обременённой выходящей отвлечённой от краёв червлёной стеной, из-за которой возникают три зубчатых башни, средняя из которых больше — чёрное острие, обременённое золотым фениксом над костром, внутри червлёным, снаружи золотым и сопровождённое вверху чёрными обушком и молотом накрест и над ними — веретеном (сквозным ромбом) того же цвета».

## Обоснование символики
В 1805 году был основан и зарегистрирован в войсковой канцелярии Войска Донского хутор, на месте которого со временем вырос город Шахты. В память о происхождении, прошлом города, его традициях на флаге изображён волнистый голубой пояс и красная крепость — фигуры герба Войска Донского, Высочайше утверждённого 5 (17) июля 1878 года. В настоящее время крепость, стоящая на голубой полосе является фигурой герба Ростовской области и в этом качестве заимствование на флаге города Шахты подчёркивает значимость города в жизни региона.
Положенные в центре полотнища фигуры символизируют отрасли промышленности, сыгравшие ключевую роль в становлении и развитии города.
Сквозной ромб (веретено) — символ текстильной промышленности города. На протяжении многих лет в городе работал один из крупнейших хлопчатобумажных комбинатов России.
Обушок — символ угле- и рудодобывающей промышленности. Шахты не только являлись градообразующим производством города, но и дали ему название.
Молот на флаге символизирует машиностроение, в городе и на сегодняшний день ряд предприятий работает в данной отрасли.
Птица феникс, возрождающаяся из пепла и огня, символизирует сам город Шахты, который на протяжении многих лет справлялся с возникающими трудностями, возрождался и становился ещё лучше и краше.
Жёлтый цвет (золото) — символ богатства, стабильности, славы, уважения.
Красный цвет — символ труда, силы, мужества, красоты и праздника.
Голубой цвет (лазурь) — символ чести, духовности, возвышенных устремлений.
Чёрный цвет — символ скромности, мудрости, плодородия, богатства недр.

## История
Первый флаг города Шахты был утверждён 3 июля 1997 года решением Шахтинской городской Думы № 54. Описание флага гласило:

Флаг города Шахты Ростовской области представляет собой прямоугольное полотнище с соотношением ширины флага к его длине 2:3. Полотнище разделено горизонтально на 2 равные части. Верхняя половина окрашена в синий цвет. Нижняя — золотая (жёлтая), на которой располагается часть герба города: чёрный треугольник с золотой птицей Феникс.
— 
31 июля 2007 года, в целях сохранения и развития традиций муниципального образования «Город Шахты», преемственности поколений, привлечения к исторически значимой общественной работе жителей города Шахты, путём разработки эскизных проектов герба и флага города, был утверждён оргкомитет по разработке эскизных проектов герба, флага, гимна города Шахты и положений о конкурсах.
По рекомендации Геральдического совета при Президенте Российской Федерации администрация города обратилась в Союз геральдистов России для доработки символики города Шахты. Основной задачей было максимально сохранить существующую символику, привычную жителям города, но при этом создать символы отвечающие, правилам геральдики и требованиям Геральдического совета.
10 февраля 2012 года, на основании постановления Администрации города Шахты от 27 января 2012 года № 278, были проведены публичные слушания по проекту Решения городской Думы города Шахты «Об утверждении положения об официальных символах муниципального образования „Город Шахты“».
29 февраля 2012 года, на 23-м заседании городской Думы, был утверждён новый флаг города Шахты и были признаны утратившими силу решения регулировавшие правовые основы предыдущего флага: от 3 июля 1997 года № 54 «О флаге города Шахты»; от 25 сентября 1997 года № 82 «Об утверждении Положения о флаге города Шахты»; от 23 ноября 2006 года № 268 «О внесении изменений в положение о флаге города Шахты, утверждённое решением Шахтинской городской Думы № 82 от 25.09.1997»; от 26 июля 2007 года № 348 «Об утверждении Положения „О символах города Шахты“».